# Wereldkampioenschap schaatsen allround vrouwen 1982
Het drieënveertigste Wereldkampioenschap schaatsen allround voor vrouwen werd op 13 en 14 februari 1982 verreden in het Ludwig Schwabl Stadion in Inzell, West-Duitsland. Het was het eerste WK Allround dat in West-Duitsland plaatsvond.
Dertig schaatssters uit vijftien landen, West-Duitsland (1), de Sovjet-Unie (4), de DDR (3), Japan (3), Nederland (3), de Verenigde Staten (3), Canada (2), Noorwegen (2), Polen (2), Zweden (2), China (1), Finland (1), Nieuw-Zeeland (1) en Zwitserland (1) en voor de eerste keer Italië (1), namen eraan deel. Twaalf rijdsters debuteerden deze editie.
Het was het vijfde WK Allround waarop alle vijf de kampioenschapsrecords werden verbeterd, na het WK van 1937, het WK van 1963, het WK van 1969, en het WK van 1977.
Karin Busch-Enke werd de tweede Oost-Duitse wereldkampioene na Karin Kessow (1975). De Oost-Duitse debutante Andrea Schöne-Mitscherlich eindigde op de tweede plaats. De Sovjet-Russin Natalja Petroeseva eindigde dit jaar op de derde plaats na haar wereldtitels in '80 en '81 en tweede plaats in '79.
De Nederlandse afvaardiging bestond dit jaar uit drie vrouwen, Alie Boorsma, Joke van Rijssel en debutante Thea Limbach. Alie Boorsma veroverde de bronzen medaille op de 500m.
Ook dit kampioenschap werd over de kleine vierkamp, respectievelijk de 500m, 1500m, 1000m en 3000m, verreden.

## Afstandsmedailles
| Afstand | Goud ·                     | Zilver ·           | Brons ·                    |
| ------- | -------------------------- | ------------------ | -------------------------- |
| 500m    | Karin Busch-Enke           | Natalja Petroeseva | Alie Boorsma               |
| 1500m   | Karin Busch-Enke           | Natalja Petroeseva | Andrea Schöne-Mitscherlich |
| 1000m   | Karin Busch-Enke           | Natalja Petroeseva | Andrea Schöne-Mitscherlich |
| 3000m   | Andrea Schöne-Mitscherlich | Gabi Schönbrunn    | Sarah Docter               |

## Klassement
| Rang   | Schaatsster                | Land                           | Punten  | 500m       | 1500m        | 1000m          | 3000m        |
| ------ | -------------------------- | ------------------------------ | ------- | ---------- | ------------ | -------------- | ------------ |
| Goud   | Karin Busch-Enke           | Duitse Democratische Republiek | 168,271 | 40,81 (1)  | 2.05,79 (1)  | 1,20,98 (1)    | 4.30,25 (5)  |
| Zilver | Andrea Schöne-Mitscherlich | Duitse Democratische Republiek | 170,699 | 42,39 (8)  | 2.08,09 (3)  | 1.23,14 (3)    | 4.24,26 (1)  |
| Brons  | Natalja Petroeseva         | Sovjet-Unie                    | 171,231 | 40,99 (2)  | 2.07,03 (2)  | 1.22,28 (2)    | 4.50,55 (7)  |
| 4      | Gabi Schönbrunn            | Duitse Democratische Republiek | 171,576 | 42,41 (9)  | 2.08,11 (4)  | 1.23,64 (4)    | 4.27,86 (2)  |
| 5      | Sarah Docter               | Verenigde Staten               | 172,075 | 42,69 (15) | 2.08,37 (5)  | 1.23,84 (5)    | 4.28,05 (3)  |
| 6      | Bjørg Eva Jensen           | Noorwegen                      | 172,870 | 42,65 (14) | 2.09,54 (7)  | 1.24,32 (8)    | 4.29,28 (4)  |
| 7      | Alie Boorsma               | Nederland                      | 174,536 | 41,21 (3)  | 2.10,55 (10) | 1.25,40 (10)   | 4.42,66 (11) |
| 8      | Natalja Shive-Glebova      | Sovjet-Unie                    | 175,071 | 41,48 (4)  | 2.09,36 (6)  | 1.23,96 (6)    | 4.50,95 (14) |
| 9      | Joke van Rijssel           | Nederland                      | 175,668 | 42,85 (16) | 2.09,76 (8)  | 1.25,27 (9)    | 4.41,58 (8)  |
| 10     | Annette Carlén-Karlsson    | Zweden                         | 176,303 | 42,59 (12) | 2.11,89 (13) | 1.25,50 (12)   | 4.42,00 (10) |
| 11     | Thea Limbach               | Nederland                      | 176,423 | 43,14 (19) | 2.12,10 (15) | 1.24,15 (7)    | 4.43,05 (12) |
| 12     | Mary Docter                | Verenigde Staten               | 177,681 | 44,66 (29) | 2.10,31 (9)  | 1.26,87 (17)   | 4.36,90 (6)  |
| 13     | Shigeko Tomita             | Japan                          | 177,968 | 43,49 (22) | 2.11,68 (12) | 1.26,48 (16)   | 4.44,07 (13) |
| 14     | Monika Holzner-Pflug       | West-Duitsland                 | 179,025 | 42,44 (10) | 2.11,94 (14) | 1.25,46 (11)   | 4.59,42 (16) |
| 15     | Miyoshi Kato               | Japan                          | 180,479 | 43,95 (26) | 2.12,13 (16) | 1.27,21 (18)   | 4.53,29 (15) |
| 16     | Marina Koltsova            | Sovjet-Unie                    | 183,559 | 42,37 (7)  | 2.11,33 (11) | 1.40,91 * (29) | 4.41,75 (9)  |
| NC17   | Seiko Hashimoto            | Japan                          | 129,476 | 41,93 (5)  | 2.13,79 (18) | 1.25,90 (14)   | -            |
| NC18   | Sylvie Daigle              | Canada                         | 130,188 | 42,49 (11) | 2.14,65 (19) | 1.25,63 (13)   | -            |
| NC19   | Marzia Peretti             | Italië                         | 130,531 | 41,96 (6)  | 2.16,58 (23) | 1.26,09 (15)   | -            |
| NC20   | Sylvia Brunner             | Zwitserland                    | 131,820 | 42,64 (13) | 2.16,38 (22) | 1.27,44 (19)   | -            |
| NC21   | Dorie Boyce                | Verenigde Staten               | 132,168 | 43,15 (20) | 2.15,28 (20) | 1.27,85 (20)   | -            |
| NC22   | Cao Guifeng                | China                          | 132,256 | 42,94 (17) | 2.16,10 (21) | 1.27,90 (21)   | -            |
| NC23   | Olga Plesjkova             | Sovjet-Unie                    | 132,658 | 43,97 (27) | 2.13,69 (17) | 1.28,25 (23)   | -            |
| NC24   | Ewa Bialkowska             | Polen                          | 133,631 | 43,01 (18) | 2.18,17 (28) | 1.29,13 (26)   | -            |
| NC25   | Aila Tartia                | Finland                        | 133,651 | 43,76 (24) | 2.16,70 (24) | 1.28,65 (24)   | -            |
| NC26   | Nathalie Grenier           | Canada                         | 133,756 | 43,76 (24) | 2.17,99 (27) | 1.28,00 (22)   | -            |
| NC27   | Turid Lillehagen           | Noorwegen                      | 133,953 | 43,46 (21) | 2.17,35 (26) | 1.29,42 (27)   | -            |
| NC28   | Karin Rybäck               | Zweden                         | 134,715 | 44,63 (28) | 2.16,71 (25) | 1.29,03 (25)   | -            |
| NC29   | Zofia Tokarczyk            | Polen                          | 134,885 | 43,74 (23) | 2.19,02 (29) | 1.29,61 (28)   | -            |
| NC30   | Ans Kremer                 | Nieuw-Zeeland                  | 155,333 | 51,15 (30) | 2.38,26 (30) | 1.42,86 (30)   | -            |

* = met val
NC = niet gekwalificeerd
NF = niet gefinisht
NS = niet gestart
DQ = gediskwalificeerd
Vet gezet = kampioenschapsrecord